# حقوق ال‌جی‌بی‌تی در کشورهای گوناگون
| مقاربت با هم‌جنس غیرقانونی است. مجازات‌ها:            |                       |
| مرگ                                                 | مرگ، اجباری نیست      |
| زندان                                               | زندان، اجباری نیست۱   |
| مرگ توسط شبه‌نظامی‌ها                                 | حبس بدون تعقیب قانونی |
| مقاربت با هم‌جنس قانونی است. به رسمیت شناختن وصلت‌ها: |                       |
| ازدواج۲                                             | ازدواج برون‌مرزی۳      |
| اتحادهای مدنی                                       | داخلی با محدودیت      |
| خارجی با محدودیت                                    | مجوز اختیاری          |
| هیچ                                                 | محدودیت در بیان       |

|  | هیچ‌یک           | کشورهایی که با هیچ‌یک از اظهارها موافق نبوده‌اند                                                          |
|  | کشورهای غیر عضو | کشورهایی که جزو اعضای دارای حق رأی ملل متحد نیستند                                                      |
|  | مخالف           | کشورهایی که در سال ۲۰۰۸ از یک اظهار مخالف حمایت کرده‌اند و در سال ۲۰۱۱ نیز همچنان مخالف بوده‌اند          |
|  | عضو متعاقب      | سودان جنوبی، که در سال ۲۰۰۸ عضو سازمان ملل متحد نبوده است                                               |
|  | موافق           | کشورهایی که در سال ۲۰۰۸ یا ۲۰۱۱ در مجمع عمومی یا شورای حقوق‌بشر از اظهارنامهٔ حقوق دگرباش‌ها حمایت کرده‌اند |

قوانینی که بر همجنس‌گرایان زن، همجنس‌گرایان مرد، دوجنس‌گرایان و تراجنسیتیها (ال‌جی‌بی‌تی) تأثیر می‌گذارند، از کشوری به کشور دیگر تا حد زیادی متفاوت‌اند. از به رسمیت شناختن قانونی ازدواج با همجنس یا دیگر انواع روابط گرفته تا مجازات مرگ به عنوان مجازات برای روابط عاطفی/جنسی میان همجنسان یا مسائل هویتی.
حقوق ال‌جی‌بی‌تی را سازمان عفو بین‌الملل به عنوان حقوق بشر و افرادی دیگر به عنوان حقوق مدنی در نظر می‌گیرند. قوانین مربوط به حقوق ال‌جی‌بی‌تی شامل موارد زیر است، هرچند به موارد زیر محدود نیست:
- به مردانی که با مردان رابطهٔ جنسی دارند امکان اهداء خون داده شود.
- روابط میان همجنسان را دولت به رسمیت بشناسد (مانند ازدواج همجنسان یا اتحاد مدنی).
- به ال‌جی‌بی‌تی اجازهٔ سرپرستی فرزند داده شود.
- والدین ال‌جی‌بی‌تی به رسمیت شناخته شوند.
- قوانین ضد زورگویی و تبعیض‌زدایی از دانش‌آموزان برای حفاظت از کودکان و/یا دانش‌آموزان ال‌جی‌بی‌تی وضع گردند.
- برابری در قوانین مهاجرت وجود داشته باشد.
- قوانین ضد تبعیض برای اشتغال و مسکن ال‌جی‌بی‌تی وضع شود.
- قوانین جرایم مربوط به نفرت وضع شوند که مجازات‌های کیفری برای خشونت با انگیزه تعصب علیه ال‌جی‌بی‌تی در آن‌ها افزایش یافته باشد.
- قوانین مربوط به برابری در سن رضایت برای آمیزش وجود داشته باشند.
- دسترسی برابر به فناوری کمک باروری وجود داشته باشد.
- دسترسی به جراحی تغییر جنسیت و درمان جایگزینی هورمونی وجود داشته باشد.
- به رسمیت شناختن و منطبق شدن قوانین با جنسیت تغییر یافته
- قوانین مربوط به گرایش جنسی و خدمت در ارتش اصلاح شوند.

از آوریل ۲۰۱۶، نوزده کشور، که عموماً در قارهٔ آمریکا و اروپای غربی واقع شده‌اند، ازدواج میان همجنسان را به رسمیت می‌شناسند و (اگر نه همه) بیشتر قوانین فوق را برای شهروندان ال‌جی‌بی‌تی خود تضمین کرده‌اند.
قوانین ضد ال‌جی‌بی‌تی شامل موارد زیر است، هرچند که به این موارد محدود نمی‌شود: قوانین لواط که رابطهٔ جنسی رضایتمندانه میان افراد همجنس را جرم‌انگاری می‌کند و برای آن جریمه، زندان یا مجازات اعدام در نظر می‌گیرد؛ قوانین ضد روابط همجنس میان زنان؛ و سن بالاتر رضایتمندی برای آمیزش با همجنس نسبت به آمیزش با جنس مخالف.
در سال ۲۰۱۱، شورای حقوق‌بشر سازمان ملل متحد برای نخستین بار قطعنامه‌ای را به تصویب رساند که در آن حقوق ال‌جی‌بی‌تی را به رسمیت شناخت؛ این قطعنامه، گزارشی از کمیسیون حقوق بشر سازمان ملل را به همراه داشت که در آن مواردی از نقض حقوق ال‌جی‌بی‌تی از جمله جرایم مربوط به نفرت، جرم‌انگاری همجنسگرایی و تبعیض، مستندسازی شده بود. در ادامهٔ این گزارش، کمیسیون حقوق بشر سازمان ملل، همهٔ کشورهایی که قوانینی برای محافظت از حقوق ال‌جی‌بی‌تی نداشتند را تشویق به تصویب چنین قوانینی کرد.
از ماه مهٔ ۲۰۱۶، ۱۶ کشور قوانین سن رضایت نابرابر برای روابط میان همجنس در قیاس با جنس مخالف دارا هستند.
از ماه مهٔ ۲۰۱۶، ۷۳ کشور به همراه ۵ حوزهٔ قضایی محلی دارای قوانینی هستند که همجنسگرایی را جرم‌انگاری می‌کند، که عموم این کشورها نیز در آسیا و آفریقا واقع شده‌اند. در سال ۲۰۰۶ تعداد این کشورها ۹۲ بود.

## آفریقا

### آفریقای شمالی
| کشور    | قانونی بودن همجنسگرایی؟                                                                                 | به رسمیت شناختن زوج ها | ازدواج همجنسگرایان | پذیرش فرزند توسط همجنسگرایان | اجازه خدمت در ارتش | قوانین ضد تبعیض (Sexual orientation) | قوانین مربوط به هویت جنسی |
| ------- | --- | ---------------------- | ------------------ | ---------------------------- | ------------------ | ------------------------------------ | ------------------------- |
| الجزیره | غیر قانونی (تا دو سال حبس)                                                                              | نامشخص                 | No                 | نامشخص                       | نامشخص             | نامشخص                               | نامشخص                    |
| مصر     | .قانون مشخصی در این مورد وجود ندارد معمولا از قانون ها دینی استفاده می شود.بر اساس گزارشات تا 3 سال حبس | No                     | No                 | No                           | No                 | No                                   | نامشخص                    |
| لیبی    | غیر قانونی (تا پنج سال حبس)                                                                             | نامشخص                 | No                 | نامشخص                       | نامشخص             | نامشخص                               | نامشخص                    |
| مراکش   | غیر قانونی (شش ماه تا سه سال حبس)                                                                       | نامشخص                 | No                 | نامشخص                       | نامشخص             | نامشخص                               | نامشخص                    |
| سودان   | غیر قانونی (پنج سال زندان تا مجازات مرگ)                                                                | نامشخص                 | No                 | نامشخص                       | نامشخص             | نامشخص                               | نامشخص                    |
| تونس    | غیر قانونی (تا سه سال زندان)                                                                            | نامشخص                 | No                 | نامشخص                       | نامشخص             | نامشخص                               | نامشخص                    |

### آفریقای شرقی
| کشور             | قانونی بودن همجنسگرایی؟                                             | به رسمیت شناختن زوج ها | ازدواج همجنسگرایان                   | پذیرش فرزند توسط همجنسگرایان | اجازه خدمت در ارتش | قوانین ضد تبعیض (Sexual orientation) | قوانین مربوط به هویت جنسی |
| ---------------- | ------------------------------------------------------------------- | ---------------------- | ------------------------------------ | ---------------------------- | ------------------ | ------------------------------------ | ------------------------- |
| بوروندی          | غیر قانونی از سال ۲۰۰۹ مجازات:۳ ماه تا حبس ابد به همراه جریمه نقدی) | نامشخص                 | No                                   | نامشخص                       | نامشخص             | نامشخص                               | نامشخص                    |
| مجمع الجزایر قمر | No                                                                  | نامشخص                 | No                                   | نامشخص                       | نامشخص             | نامشخص                               | نامشخص                    |
| جیبوتی           | غیر قانونی (مجازات:۱۰ تا ۱۲ سال حبس)                                | نامشخص                 | No                                   | نامشخص                       | نامشخص             | نامشخص                               | نامشخص                    |
| اریتره           | غیر قانونی(مجازات:تا ۱۰ سال حبس)                                    | نامشخص                 | No                                   | نامشخص                       | نامشخص             | نامشخص                               | نامشخص                    |
| اتیوپی           | غیر قانونی(مجازات:تا ۵ سال حبس)                                     | نامشخص                 | No                                   | نامشخص                       | نامشخص             | نامشخص                               | نامشخص                    |
| کنیا             | مردان غیر قانونی (مجازات:تا ۱۵سال حبس) زنان قانونی                  | نامشخص                 | No                                   | نامشخص                       | نامشخص             | نامشخص                               | نامشخص                    |
| ماداگاسکار       | قانونی                                                              | No                     | No                                   | نامشخص                       | نامشخص             | No                                   | نامشخص                    |
| مالاوی           | غیر قانونی                                                          | نامشخص                 | No                                   | نامشخص                       | نامشخص             | نامشخص                               | نامشخص                    |
| موریس            | غیر قانونی (مجازات:تا ۵ سال حبس) + UN decl. sign.                   | نامشخص                 | No                                   | نامشخص                       | نامشخص             | بن کردن برخی از تبعیض ها             | نامشخص                    |
| موزامبیک         | قانونی در این خصوص وجود ندارد.                                      | No                     | No                                   | نامشخص                       | نامشخص             | بن کردن برخی از تبعیض ها             | نامشخص                    |
| رواندا           | قانونی                                                              | No                     | No                                   | نامشخص                       | نامشخص             | No                                   | نامشخص                    |
| سیشل             | مردان غیر قانونی زنان قانونی                                        | نامشخص                 | No                                   | نامشخص                       | نامشخص             | نامشخص                               | نامشخص                    |
| سومالی           | غیر قانونی(مجازات:مرگ)                                              | No                     | No                                   | No                           | No                 | نامشخص                               |                           |
| اوگاندا          | مردان غیر قانونی (مجازات:تا حبس ابد)                                | No                     | بین شده توسط قانون اساسی از سال ۲۰۰۵ | No                           | No                 | No                                   | No                        |
| تانزانیا         | مردان غیر قانونی (مجازات:حبس ابد)                                   | نامشخص                 | No                                   | نامشخص                       | نامشخص             | نامشخص                               | نامشخص                    |
| زامبیا           | مردان غیر قانونی (مجازات:تا ۱۵ سال حبس) زنان قانونی                 | نامشخص                 | No                                   | نامشخص                       | نامشخص             | نامشخص                               | نامشخص                    |
| زیمبابوه         | مردان غیر قانونی (مجازات:تا۱۰سال حبس) زنان قانونی                   | نامشخص                 | No                                   | نامشخص                       | نامشخص             | نامشخص                               | نامشخص                    |

### آفریقای غربی
| کشور         | قانونی بودن همجنسگرایی؟                                                               | به رسمیت شناختن زوج ها | ازدواج همجنسگرایان | پذیرش فرزند توسط همجنسگرایان | اجازه خدمت در ارتش | قوانین ضد تبعیض (Sexual orientation) | قوانین مربوط به هویت جنسی |
| ------------ | ------------------------------------------------------------------------------------- | ---------------------- | ------------------ | ---------------------------- | ------------------ | ------------------------------------ | ------------------------- |
| بورکینا فاسو | قوانین خاصی تعیین نشده است .                                                          | نامشخص                 | No                 | نامشخص                       | نامشخص             | نامشخص                               | نامشخص                    |
| کیپ ورد      | قانونی از سال 2004 + UN decl. sign.                                                   | No                     | No                 | نامشخص                       | نامشخص             | No                                   | نامشخص                    |
| ساحل عاج     | قانونی                                                                                | No                     | No                 | نامشخص                       | نامشخص             | No                                   | نامشخص                    |
| گامبیا       | غیر قانونی ( تا چهارده سال زندان) )                                                   | نامشخص                 | No                 | نامشخص                       | نامشخص             | نامشخص                               | نامشخص                    |
| غنا          | مردان غیر قانونی زنان نامعلوم                                                         | نامشخص                 | No                 | نامشخص                       | نامشخص             | نامشخص                               | نامشخص                    |
| گینه         | غیر قانونی (تا سه سال زندان)                                                          | نامشخص                 | No                 | نامشخص                       | نامشخص             | نامشخص                               | نامشخص                    |
| گینه بیسائو  | قانونی + UN decl. sign.                                                               | No                     | No                 | نامشخص                       | نامشخص             | نامشخص                               | نامشخص                    |
| لیبریا       | غیر قانونی                                                                            | نامشخص                 | No                 | نامشخص                       | نامشخص             | نامشخص                               | نامشخص                    |
| مالی         | قوانین خاصی تعیین نشده است .قوانین مذهبی ممکن است مورد استفاده قرار گیرد.             | نامشخص                 | No                 | نامشخص                       | نامشخص             | نامشخص                               | نامشخص                    |
| موریتانی     | غیر قانونی(مجازات مرگ)                                                                | نامشخص                 | No                 | نامشخص                       | نامشخص             | نامشخص                               | نامشخص                    |
| نیجر         | قوانین خاصی تعیین نشده است .قوانین مذهبی ممکن است مورد استفاده قرار گیرد.             | نامشخص                 | No                 | نامشخص                       | نامشخص             | نامشخص                               | نامشخص                    |
| نیجریه       | مردان غیر قانونی زنان غیرقاونی در مناطق تحت شریعت زنان قانونی در مناطق خارج از شریعت. | نامشخص                 | No                 | نامشخص                       | نامشخص             | نامشخص                               | نامشخص                    |
| سنگال        | غیر قانونی( یک تا پنج سال حبس)                                                        | نامشخص                 | No                 | نامشخص                       | نامشخص             | نامشخص                               | نامشخص                    |
| سیرالئون     | مردان غیر قانونی زنان نیازمند تایدیه                                                  | نامشخص                 | No                 | نامشخص                       | نامشخص             | نامشخص                               | نامشخص                    |
| توگو         | غیر قانونی                                                                            | نامشخص                 | No                 | نامشخص                       |                    | نامشخص                               | نامشخص                    |

### آفریقای مرکزی
| کشور                 | قانونی بودن همجنسگرایی؟                               | به رسمیت شناختن زوج ها | ازدواج همجنسگرایان      | پذیرش فرزند توسط همجنسگرایان | اجازه خدمت در ارتش | قوانین ضد تبعیض (Sexual orientation) | قوانین مربوط به هویت جنسی |
| -------------------- | ----------------------------------------------------- | ---------------------- | ----------------------- | ---------------------------- | ------------------ | ------------------------------------ | ------------------------- |
| انگولا               | قانون مدونی وجود ندارد (مجازات:کار در اردوگاهای کار ) | نامشخص                 | No                      | نامشخص                       | نامشخص             | نامشخص                               | نامشخص                    |
| کامرون               | غیر قانونی(مجازات:تا ۵ سال زندان)                     | نامشخص                 | No                      | نامشخص                       | نامشخص             | نامشخص                               | نامشخص                    |
| جمهوری آفریقای مرکزی | قانونی + UN decl. sign.                               | No                     | No                      | نامشخص                       | نامشخص             | No                                   | نامشخص                    |
| چاد                  | قانونی از ۱۹۶۷                                        | No                     | No                      | نامشخص                       | نامشخص             | No                                   | نامشخص                    |
| کنگو                 | غیر قانونی                                            | No                     | بن شده توسط قانون اساسی | نامشخص                       | نامشخص             | No                                   | نامشخص                    |
| گینه استوایی         | قانونی                                                | نامشخص                 | No                      | نامشخص                       | نامشخص             | نامشخص                               | نامشخص                    |
| گابن                 | قانونی + UN decl. sign.                               | No                     | No                      | نامشخص                       | نامشخص             | نامشخص                               | نامشخص                    |
| جمهوری کنگو          | قانونی                                                | No                     | No                      | نامشخص                       | نامشخص             | No                                   | نامشخص                    |
| سائوتومه و پرینسیپ   | غیر قانونی                                            | نامشخص                 | No                      | نامشخص                       | نامشخص             | نامشخص                               | نامشخص                    |

### آفریقای جنوبی
| کشور          | قانونی بودن همجنسگرایی؟         | به رسمیت شناختن زوج ها | ازدواج همجنسگرایان | پذیرش فرزند توسط همجنسگرایان | اجازه خدمت در ارتش | قوانین ضد تبعیض (Sexual orientation) | قوانین مربوط به هویت جنسی |
| ------------- | ------------------------------- | ---------------------- | ------------------ | ---------------------------- | ------------------ | ------------------------------------ | ------------------------- |
| بوتسوانا      | غیر قانونی(مجازات تا ۵ سال حبس) | No                     | No                 | No                           | نامشخص             | No                                   | نامشخص                    |
| لسوتو         | مردان غیر قانونی زنان قانونی    | No                     | No                 | No                           | نامشخص             | No                                   | نامشخص                    |
| نامبیا        | غیر قانونی                      | No                     | No                 | No                           | نامشخص             | No                                   | نامشخص                    |
| آفریقای جنوبی | قانونی از ۱۹۹۴                  | قانونی از ۱۹۹۶         | قانونی از ۲۰۰۶     | قانونی از ۲۰۰۲               | Yes                | بن کردن همه تبعیض ها                 | نامشخص                    |
| سوازیلند      | مردان غیر قانونی زنان قانونی.   | No                     | No                 | No                           | نامشخص             | No                                   | نامشخص                    |

## آسیا

### آسیای مرکزی
1. تاجیکستان قانونی
2. ازبکستان مردان غیرقانونی (زنان قانونی)
3. قرقیزستان قانونی
4. قزاقستان قانونی
5. ترکمنستان مردان غیرقانونی (زنان قانونی)

### آسیای غربی و خاورمیانه
1. عربستان سعودی غیرقانونی
2. امارات متحده عربی غیرقانونی
3. سوریه غیرقانونی
4. قطر غیرقانونی
5. ایران غیرقانونی(مجازات و برخورد شدید مانند سنگسار و اعدام) تغییر جنسیت قانونی است.
6. عراق مردان غیرقانونی (زنان نیازمند تأیید)
7. یمن غیرقانونی
8. کویت غیرقانونی
9. عمان غیرقانونی
10. ترکیه تصمیمی گرفته نشده‌است
11. قبرس شمالی قانونی از ۲۰۱۴
12. قبرس قانونی
13. بحرین قانونی
14. لبنان قانونی از (۲۰۱۴) (ادامهٔ اجرای قانون ممنوعیت با وجود اعلام قانونی بودن هم‌جنسگرایی)[۱۶][۱۷]
15. اردن قانونی
16. اسرائیل قانونی
17. فلسطین بخش غربی: قانونی (به‌عنوان بخشی از اردن)[۱۸] غزه: غیرقانونی برای مردان با مجازات تا ۱۰ سال زندان، قانونی برای زنان[۱۸]
18. گرجستان قانونی
19. ارمنستان قانونی
20. جمهوری آذربایجان قانونی

### آسیای شرقی
1. چین قانونی
2. ژاپن قانونی
3. تایوان قانونی
4. هنگ کنگ قانونی
5. ماکائو قانونی
6. مغولستان قانونی
7. کره شمالی قانونی
8. کره جنوبی قانونی

### آسیای جنوبی
1. افغانستان غیرقانونی
2. پاکستان غیرقانونی
3. بنگلادش غیرقانونی
4. بوتان (کشور) غیرقانونی
5. سری‌لانکا غیرقانونی
6. مالدیو مردان غیرقانونی (زنان قانونی)
7. هند قانونی
8. نپال قانونی

### آسیای جنوب شرقی
1. مالزی غیرقانونی
2. سنگاپور قانونی
3. میانمار غیرقانونی
4. برونئی غیرقانونی
5. اندونزی قانونی
6. فیلیپین قانونی
7. کامبوج قانونی
8. لائوس قانونی
9. تایلند قانونی
10. ویتنام قانونی

## آمریکا

### آمریکای مرکزی
| کشور       | قانونی بودن همجنسگرایی؟                   | به رسمیت شناختن زوج ها | ازدواج همجنسگرایان | پذیرش فرزند توسط همجنسگرایان          | اجازه خدمت در ارتش           | قوانین ضد تبعیض (Sexual orientation) | قوانین مربوط به هویت جنسی |
| ---------- | ----------------------------------------- | ---------------------- | ------------------ | ------------------------------------- | ---------------------------- | ------------------------------------ | ------------------------- |
| بلیز       | مردان غیر قانونی (۱۰ سال حبس) زنان قانونی | No                     | No                 | No                                    | No                           | No                                   | No                        |
| کاستاریکا  | قانونی از سال ۱۹۷۱                        | (اما مطرح شده است)     | No                 | نامشخص (در برخی از موارد رخ داده است) | کاستاریکا فاقد ارتش می باشد. | بن کردن برخی تبعیض ها                |                           |
| السالوادور | قانونی                                    | No                     | No                 | نامشخص                                | بله                          | بن کردن برخی تبعیض ها                | No                        |
| گواتمالا   | قانونی                                    | No                     | No                 | نامشخص                                | نامشخص                       | yes                                  |                           |
| هندوراس    | قانونی                                    | No                     | منع قانون اساسی    | منع قانون اساسی                       | No                           | No                                   |                           |
| نیکاراگوئه | قانونی از سال ۲۰۰۸ + UN decl. sign.       | No                     | No                 | -                                     | -                            | بن کردن برخی تبعیض ها                |                           |
| پاناما     | قانونی از سال ۲۰۰۸                        | No                     | No                 | نامشخص                                | No                           | No                                   |                           |

## اروپا

### اروپای غربی
| کشور       | قانونی بودن همجنس گرایی؟        | به رسمیت شناختن زوج ها | ازدواج همجنس گرایان                                                  | پذیرش فرزند توسط همجنسگرایان    | اجازه خدمت در ارتش                   | قوانین ضد تبعیض (Sexual orientation) | قوانین مربوط به هویت جنسی |
| ---------- | ------------------------------- | ---------------------- | -------------------------------------------------------------------- | ------------------------------- | ------------------------------------ | ------------------------------------ | ------------------------- |
| بلژیک      | قانونی از ۱۸۴۳ + UN decl. sign. | قانونی از ۲۰۰۰         | قانونی از ۲۰۰۳                                                       | Yes                             | Yes                                  | بن کردن همه تبعیض‌ها                  |                           |
| فرانسه     | قانونی از ۱۷۹۱ + UN decl. sign. | قانونی از ۱۹۹۹         | Yes                                                                  | فرد مجرد ممکن است بتواند بپذیرد | Yes                                  | بن کردن برخی تبعیض‌ها                 |                           |
| لوکزامبورگ | قانونی از ۱۷۹۵ + UN decl. sign. | قانونی از ۲۰۰۴         | (پیشنهاد شده)                                                        | (پیشنهاد شده)                   | Yes                                  | بن کردن برخی تبعیض‌ها                 |                           |
| موناکو     | قانونی از ۱۷۹۳                  | No                     | No                                                                   | No                              | فرانسه مسئولیت دفاع را بر عهده دارد. | No                                   |                           |
| هلند       | قانونی از ۱۸۱۱ + UN decl. sign. | قانونی از ۱۹۹۸         | قانونی از سال ۲۰۰۱ به عنوان اولین کشور اجرا کننده ازدواج همجنسگرایان | Yes                             | Yes                                  | بن کردن همه تبعیض‌ها                  | Yes                       |

### اروپای شرقی
| کشور             | قانونی بودن همجنسگرایی؟                               | به رسمیت شناختن زوج ها                                                                                                  | ازدواج همجنسگرایان      | پذیرش فرزند توسط همجنسگرایان     | اجازه خدمت در ارتش | قوانین ضد تبعیض (Sexual orientation) | قوانین مربوط به هویت جنسی |
| ---------------- | ----------------------------------------------------- | --- | ----------------------- | -------------------------------- | ------------------ | ------------------------------------ | ------------------------- |
| آلبانی           | قانونی از ۱۹۹۵ + UN decl. sign.                       | تخست وزیر البانی در سال ۲۰۰۹ اعلام کرد حاضر به پشتیبانی ازازدواج همجنسگرایان است هرچند که این امر هنوز قانونی نشده است. | [ ۲۰ ]                  | No                               | Yes                | بن کردن همه تبعیض ها                 | Yes                       |
| ارمنستان         | قانونی از ۲۰۰۲ + UN decl. sign.                       | No | No                      | No                               | نامشخص             | No                                   |                           |
| جمهوری آذربایجان | قانونی از ۲۰۰۰                                        | No | No                      | No                               | No                 | No                                   |                           |
| بلاروس           | قانونی از ۱۹۹۴                                        | No | No                      | No                               | No                 | No                                   |                           |
| بوسنی و هرزگوین  | Legal since ۱۹۹۸ + UN decl. sign.                     | No | No                      | No                               | Yes                | بن کردن بعضی از تبعیض ها             |                           |
| بلغارستان        | قانونی از ۱۹۶۸ + UN decl. sign.                       | No | بن شده توسط قانون اساسی | فرد مجرد ممکن است بتواند بپذیرد. | Yes                | بن کردن بعضی از تبعیض ها             |                           |
| گرجستان          | قانونی از ۲۰۰۰ + UN decl. sign.                       | No | No                      | No                               | نامشخص             | بن کردن بعضی از تبعیض ها             |                           |
| مقدونیه          | ۱۹۹۶ قانونی از + UN decl. sign.                       | No | No                      | No                               | Yes                | بن کردن بعضی از تبعیض ها             |                           |
| مولداوی          | قانونی از ۱۹۹۵                                        | No | بن شده توسط قانون اساسی | No                               | Yes                | No                                   |                           |
| مونتگرو          | قانونی از ۱۹۷۷ + UN decl. sign.                       | No | بن شده توسط قانون اساسی | No                               | Yes                | بن کردن بعضی از تبعیض ها             |                           |
| رومانی           | قانونی از ۱۹۹۶ + UN decl. sign.                       | No | No                      | No                               | Yes                | بن کردن همه تبعیض ها                 |                           |
| روسیه            | قانونی از ۱۹۹۳. قانونی بین سال های from 1917 to 1930. | No | No                      | No                               | Yes                | No                                   |                           |
| ترکیه            | قانونی از ۱۸۵۸                                        | No | No                      | No                               | Yes                | [ ۲۲ ]                               | تغییر جنسیت قانونی        |
| اوکراین          | قانونی از ۱۹۹۱                                        | No | بن شده توسط قانون اساسی | No                               | Yes                | No                                   |                           |

### اروپای جنوبی
| کشور      | قانونی بودن همجنسگرایی؟                                      | به رسمیت شناختن زوج ها | ازدواج همجنسگرایان | پذیرش فرزند توسط همجنسگرایان      | اجازه خدمت در ارتش                                           | قوانین ضد تبعیض (Sexual orientation) | قوانین مربوط به هویت جنسی     |
| --------- | ------------------------------------------------------------ | ---------------------- | ------------------ | --------------------------------- | ------------------------------------------------------------ | ------------------------------------ | ----------------------------- |
| آندورا    | قانونی از ۱۹۷۰ + UN decl. sign.                              | قانونی از ۲۰۰۵         | No                 | قانونی از ۲۰۰۵                    | فاقد ارتش                                                    | بن کردن همه تبعیض ها                 |                               |
| قبرس      | قانونی از ۱۹۹۸ + UN decl. sign.                              | No                     | No                 | No                                | Yes                                                          | بن کردن برخی از تبعیض ها             |                               |
| یونان     | قانونی از ۱۹۵۱ (Age of consent discrepancy) + UN decl. sign. | No                     | No                 | No                                | همجنسگرایی در ارتش یونان به عنوان بیماری روانی قلمداد میشود. | بن کردن برخی از تبعیض ها             | تغییر جنسیت قانونی است        |
| ایتالیا   | قانونی از ۱۸۹۰ + UN decl. sign.                              | No                     | No                 | تنها زوج های ازدواج کرده          | Yes                                                          | بن کردن برخی از تبعیض ها             |                               |
| مالتا     | قانونی از ۱۹۷۳ + UN decl. sign.                              | No                     | No                 | No                                | Yes                                                          | بن کردن برخی از تبعیض ها             | تغییر جنسیت قانونی است        |
| پرتغال    | قانونی از ۱۹۸۳ + UN decl. sign.                              | قانونی از ۲۰۰۱         | قانونی از ۲۰۱۰     | (فرد مجرد ممکن است بتوناد بپذیرد) | Yes                                                          | بن کردن همه از تبعیض ها              |                               |
| سن مارینو | قانونی از ۲۰۰۱ + UN decl. sign.                              | No                     | No                 | No                                | بن کردن همه تبعیض ها                                         | No                                   |                               |
| اسپانیا   | قانونی از ۱۹۷۹ + UN decl. sign.                              | قانونی از ۱۹۹۸         | قانونی از ۲۰۰۵     | Yes                               | Yes                                                          | بن کردن همه تبعیض ها                 | La Ley de Identidad de Género |
| واتیکان   | قانونی از ۱۹۲۹                                               | No                     | No                 | No                                | نامشخص                                                       | No                                   |                               |